# Queijo coalho

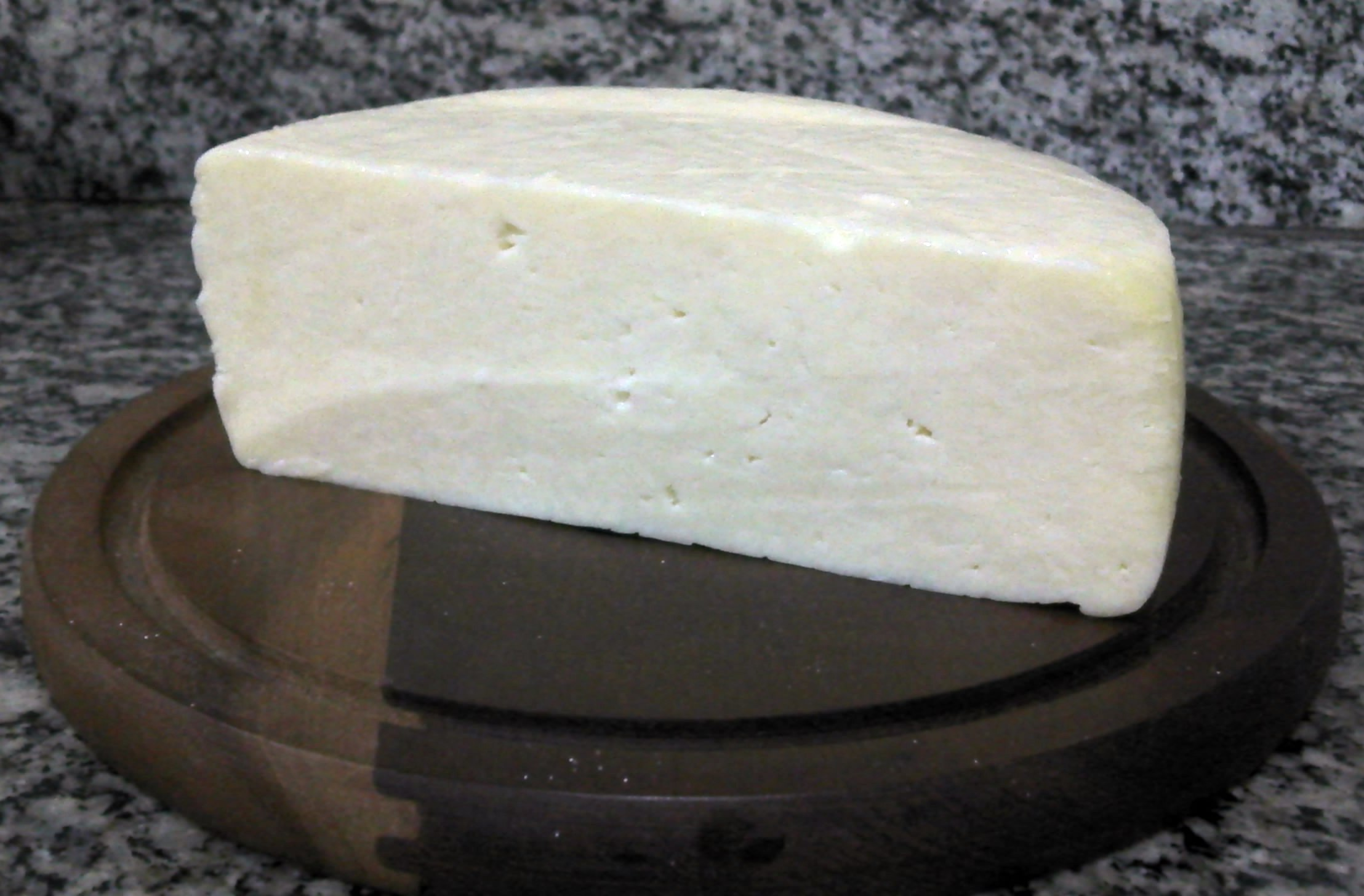
Queijo coalho

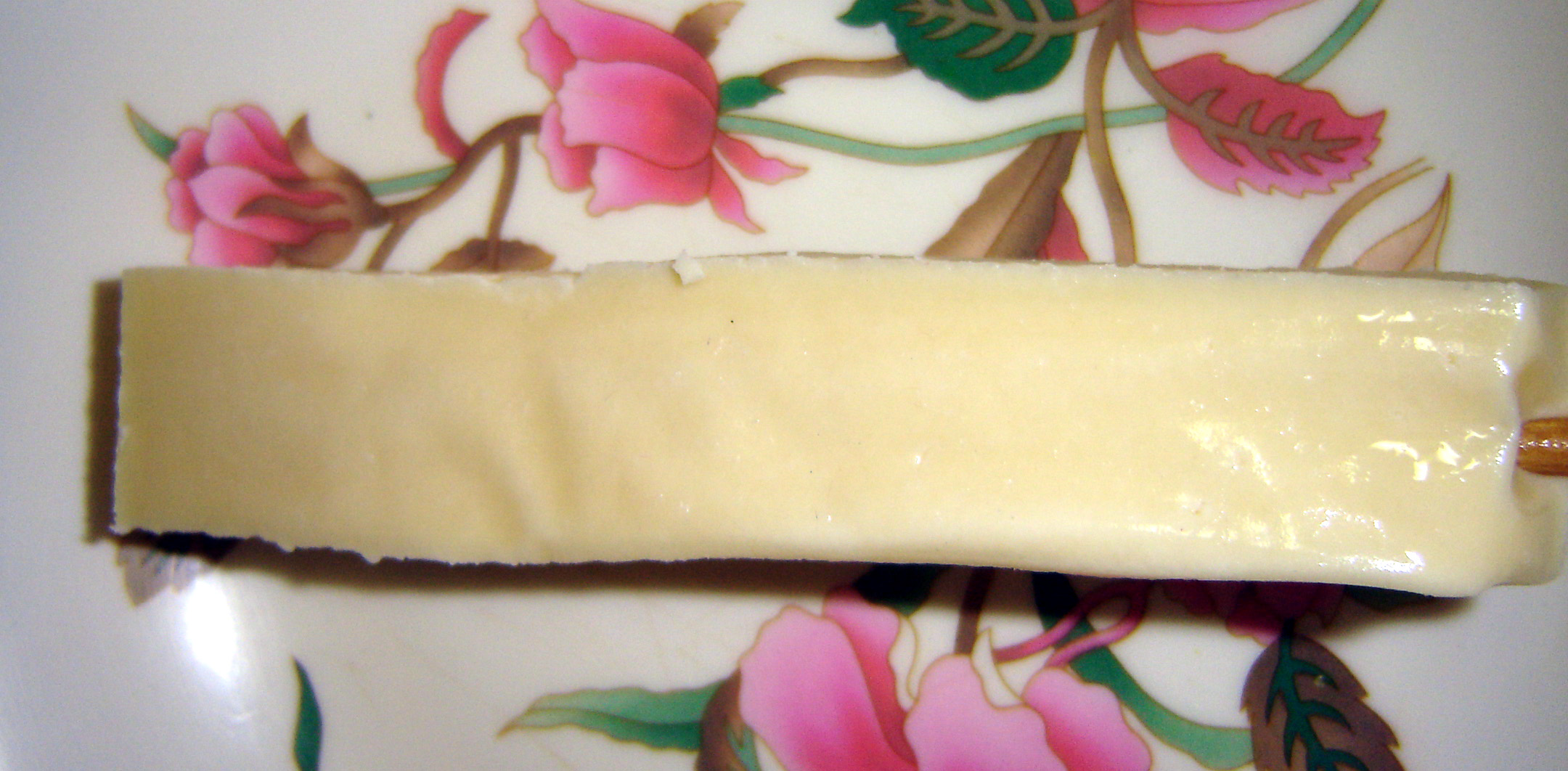
Queso coalho listo para tostar.

El queijo coalho o queijo de coalho es un tipo de queso artesanal, tradicionalmente elaborado en la región Nordeste de Brasil. Producto típico del nordeste brasileño, su consumo se ha extendido a gran parte de Brasil. Los estados de Ceará, Paraíba, Pernambuco y Río Grande del Norte son los mayores productores.
Es muy común su venta en las playas, donde se ofrece en forma de bocadillo rectangular pinchado en un palillo de madera, y se asa o tuesta en el momento. También se consume puro o como ingrediente de varios platos nordestinos como el baião de dois. Se produce industrialmente y también en establecimientos rurales y pequeñas queserías.

## Características
Es un queso de media a alta humedad, de masa semicocida o cocida y que presenta un tenor de gordura en los sólidas totales que varía entre 35,0% y 60,0%. Una de sus características es su resistencia al calor, por lo que puede ser asado o tostado. Es un queso de masa blanca, poco salada y levemente ácida, de cáscara casi uniforme con la masa interna, dependiendo del tiempo de maduración.

## Historia
Según el historiador Luís da Câmara Cascudo, la elaboración de queso en la región nordeste de Brasil comenzó con la instalación de las primeras fazendas en los sertões nordestinos, pero las primeras referencias a este producto son del siglo XVIII. Antiguamente se elaboraba coagulando la leche en estómagos de animales rumiantes o silvestres pero después se sustituyó esta práctica por el uso de cuajo industrial. Se produce por lo menos desde mediados del siglo XIX.
Está en proceso la implementación de una indicación de procedencia para la región Nordeste, a partir de la mejora de la calidad de elaboración, la caracterización del producto, la definición del área geográfica y el rescate de su historia.